# Heraklith
Heraklith ist eine Marke von Holzwolle-Leichtbauplatten (abgekürzt HWL-Platten) des österreichischen Herstellers Knauf Insulation GmbH (ehemals Heraklith GmbH). Das Unternehmen mit Hauptsitz in Fürnitz in Kärnten gehört seit 2006 zum deutschen Unternehmen Knauf und tritt seit Dezember 2007 in Deutschland und Österreich unter dem einheitlichen Namen Knauf Insulation GmbH auf. Der Markenname Heraklith wird jedoch weiterhin für die vom Unternehmen hergestellten Holzwolle-Dämmplatten verwendet.
Heraklith-Holzwolleplatten bestehen hauptsächlich aus dem Dämmstoff Holzwolle und den mineralischen Bindemitteln Zement oder Magnesit. Sie werden seit Jahrzehnten in den Bereichen Wärmedämmung, Brandschutz und Schalldämmung eingesetzt und zählen zu den hochwertigen, natürlichen Dämmstoffen. Aufgrund ihres äußeren Erscheinungsbildes werden Heraklith-Platten scherzhaft auch Sauerkrautplatten genannt.

## Geschichte
Das Wort Heraklith leitet sich aus den Wörtern Herkules (griechisch ‚Herakles‘) und lithos (altgriechisch ‚Stein‘) ab; damit sollte die Haltbarkeit und Zuverlässigkeit des Materials vermittelt werden.
Der Wiener Robert Scherer meldete 1907 beim Kaiserlich-Königlichen Patentamt das österreichische Patent für ein Verfahren zur Herstellung eines feuersicheren, leichten, porösen Materiales an. Bald nach den ersten Einsätzen 1914 wurde die Mischung durch industriell hergestellte Fertigmauerteile ersetzt, welche unter dem Namen Heraklith produziert wurden. Mit der Einführung der Heißgas-Härtung von Materialschiefer wurde die Produktpalette erweitert und das Unternehmen expandierte weltweit.
Die Produktionskapazität von Heraklith stieg in den 1950er Jahren gemeinsam mit dem Wachstum der Bautätigkeit in Europa signifikant an. So verkaufte Heraklith Mitte der 1960er Jahre rund 17 Millionen Quadratmeter HWL-Platten in Deutschland. Im Jahr 2006 wurde die Heraklith GmbH von der Knauf Insulation GmbH übernommen. Heraklith bleibt als Handelsname für die HWL-Platten bestehen, die Produktpalette wird erweitert und gestärkt.

## Eigenschaften
Holzwolle-Leichtbauplatten sind formstabil und sehr fest. Sie haben mäßige Wärmedämmfähigkeiten, dafür aber eine gute Wärmespeicherkapazität. Auch sind Holzwolle-Leichtbauplatten sehr gut einsetzbar in der Schalldämmung (verputzt) bzw. Schallabsorption (unverputzt). Sie haben eine gute Feuchte-Regulierungsfähigkeit und gelten als schwer entflammbar (Brandschutzklasse B1). Anwendung finden HWL-Platten vor allem als Putzträger bei Decken- oder Dachuntersichten sowie zur Brand- und Schalldämmung. Da es sie in verschiedenen Farbausführungen gibt, können sie auch als Designelemente eingesetzt werden.

## Umweltaspekte
Einige Zeit wurde vermutet, dass Heraklithplatten Asbest enthalten und somit gesundheitsschädlich sein könnten und gesondert entsorgt werden müssen. Asbest wurde bei der Produktion von Heraklithplatten jedoch niemals hinzugefügt. In einzelnen Fällen wurden in den Holzwolle-Leichtbauplatten ein erhöhter Gehalt an Polycyclischen aromatischen Kohlenwasserstoffen festgestellt. Grund dafür ist wahrscheinlich die Verwendung von Altholz wie Eisenbahnschwellen als Materialrohstoff.

## Typen
Heraklith
Die Heraklith-Platte besteht aus Holzwolle und mineralischen Bindemitteln, vor allem Zement oder Magnesit. Sie dient der Wärmedämmung bei Gebäuden sowie industrieller Anwendung, als Putzgrund sowie als Deckenplatte zur Schalldämpfung. Stärkere Platten gibt es auch mit Nut-Feder-Verbindung, dünnere mit Stufenfalz.
Tektalan
Nicht brennbare Holzwolle-Mehrschichtplatte mit Steinwolle-Kern zur Schall- und Wärmedämmung. Einsatzgebiet sind zum Beispiel Tiefgaragen.
Heratekta
Holzwolle-Mehrschichtplatte mit Polystyrol-Kern zur Wärmedämmung. Die Kombination mit Polystyrol verbessert die Wärmedämmeigenschaften.